# Bony dels Llorers
El Bony dels Llorers és una muntanya de 2.207 metres que es troba entre els municipis de les Valls de Valira, a la comarca de l'Alt Urgell i Andorra.